# Leonte Filipescu
Leonte Filipescu (n. 18 septembrie 1895, Bârlad, Tutova, România – d. 13 aprilie 1922, București, România) a fost unul dintre liderii de la începutul mișcării comuniste românești, împușcat în custodie de către autoritățile române.